# Finanzombudsstelle
Die schweizerischen Finanzombudsstellen sind gemeinnützige Ombudsstellen für Finanzdienstleister. Diese wurden im Zusammenhang mit dem am 1. Januar 2020 in Kraft getretenen Finanzdienstleistungsgesetz (FIDLEG) ins Leben gerufen. Die staatliche Anerkennung erfolgte am 24. Juni 2020 durch das Eidgenössische Finanzdepartement EFD.

## Ombudsstellen
Es wurden folgende Ombudsstellen zugelassen:
- Stiftung Schweizerischer Bankenombudsmann
- Verein «Ombudsstelle Finanzdienstleister (OFD)»
- Verein «Finanzombudsstelle Schweiz (FINOS)»
- Stiftung «Ombud Finance Switzerland»
- Financial Services Ombudsman (FINSOM)
- Swiss Chambers’ Arbitration Institution (SCAI)
- Terraxis SA

## Gesetzliche Grundlagen der Ombudsstelle
In der Schweiz ist am 1. Januar 2020 das Finanzdienstleistungsgesetz (FIDLEG) in Kraft getreten. Es verpflichtet die Finanzdienstleister aus der Schweiz und aus dem Ausland, sofern sie im schweizerischen Finanzsektor aktiv sind, sich einer Ombudsstelle anzuschliessen. Der Anschluss muss an eine Ombudsstelle erfolgen, die zuvor vom Eidgenössische Finanzdepartement EFD anerkannt wurde. Die Finanzdienstleister haben der Ombudsstelle Beiträge zu leisten, die sich nach der Beitrags- und Kostenordnung richten. Die Einreichung eines Vermittlungsgesuchs bei der Ombudsstelle für Finanzdienstleister schliesst eine Zivilklage nicht aus und verhindert eine solche auch nicht.

## Aufgabe der Ombudsstelle
Streitigkeiten zwischen Kunden und Finanzdienstleistern sollen im Rahmen eines Vermittlungsverfahrens durch eine Ombudsstelle bereinigt werden. Die Aufgabe der Finanzombudsstellen ist es, als neutraler Vermittler auf effiziente Weise Schlichtungsverfahren zwischen Kunden und Finanzdienstleistern durchzuführen. Als neutrales Institut ist sie bestrebt, einvernehmliche Lösungen für die Konfliktparteien zu erarbeiten und dadurch kostspielige, gerichtliche Streitigkeiten zu vermeiden.

## Neutrale Haltung der Ombudsstelle
Die Ombudsstellen verfügen über keine Entscheidungskompetenz. Die Konfliktparteien entscheiden selbst über die Möglichkeiten und Ergebnisse. Die Ombudsstelle fördert als neutrale Instanz die Lösungserarbeitung, ist allen Parteien gleichermassen verpflichtet, interessenunabhängig und sorgt für einen fairen, transparenten und effizienten Ablauf der Mediation.

## Vertraulichkeit des Verfahrens
Das Mediationsverfahren basiert auf Vertraulichkeit der erhaltenen Informationen und Erkenntnisse. Es sollen von beiden Parteien alle wichtigen und nutzbringenden Informationen offengelegt werden. Die Parteien haben keinen Anspruch auf Einsicht in die Korrespondenz der Ombudsstelle mit der jeweils anderen Partei. Im Rahmen des Vermittlungsverfahrens gemachte Aussagen der Parteien sowie die zwischen einer Partei und der Ombudsstelle geführte Korrespondenz dürfen in einem anderen Verfahren nicht verwendet werden.

## Teilnahmepflicht der Finanzdienstleister
Finanzdienstleister sind verpflichtet, an einem allfälligen Schlichtungsverfahren teilzunehmen. Sie müssen Vorladungen, Aufforderungen zur Stellungnahme und Auskunftsanfragen der Finanzombudsstelle nachkommen. Bei Missachtung der Teilnahmepflicht kann der Finanzdienstleister aus der Ombudsstelle ausgeschlossen werden. Die Ombudsstellen sind nicht verpflichtet, einen ausgeschlossenen Finanzdienstleister erneut aufzunehmen, solange dieser seinen Pflichten nicht nachkommt. Ohne Anschluss an eine andere durch das Eidgenössische Finanzdepartement EFD anerkannte Ombudsstelle für Finanzdienstleister kann dies zum Marktaustritt des Finanzdienstleisters führen, da dann die gesetzlichen Voraussetzungen für Aktivitäten im Finanzsektor nicht mehr erfüllt werden.

## Tätigkeitsbericht der Ombudsstelle
Die Finanzombudsstellen publizieren jährlich einen Tätigkeitsbericht.